# Приймачук, Анна Иосифовна
Анна Иосифовна Приймачук (1920, село Новоселки — ?) — украинская советская деятельница, старший машинист углеподъёмного крана Ковельского паровозного депо Волынской области. Депутат Верховного Совета СССР 3-4-го созывов (1950—1958).

## Биография
Родилась в бедной многодетной крестьянской семье. Окончила четыре класса начальной школы. С юных лет батрачила у помещиков.
В 1939—1941 годах — проводник на Ковельском железнодорожном узле Волынской области.
После Великой Отечественной войны работала кочегаром Ковельского паровозного депо, училась на железнодорожных курсах. В 1945 году вступила в комсомол.
Затем — помощник машиниста, старший машинист углеподъёмного крана Ковельского паровозного депо Волынской области.
Член ВКП(б) с 1951 года.
Закончила Тернопольскую двухгодичную партийную школу.